# Xenolpium insulare
Xenolpium insulare är en spindeldjursart som beskrevs av Beier 1940. Xenolpium insulare ingår i släktet Xenolpium och familjen Olpiidae. Inga underarter finns listade i Catalogue of Life.